# 爪跡
『爪跡』（つめあと）は、2009年8月19日発売のジェロの4枚目のシングル。

## 収録曲
1. 爪跡
作詞：蟹江ハルキ、作曲：春畑道哉、編曲：鈴木豪
2. 手紙を書いてよ
作詞・作曲：中村中、編曲：中村タイチ
3. 爪跡（オリジナル・カラオケ）
4. 手紙を書いてよ（オリジナル・カラオケ）